# You Proof
You Proof è un singolo del cantante country statunitense Morgan Wallen, pubblicato il 13 maggio 2022 come singolo promozionale e in seguito, il 18 luglio, come primo singolo ufficiale del terzo album in studio dell'artista One Thing at a Time. La canzone è stata scritta dallo stesso Wallen, con l'aiuto di Ashley Gore, Ernest Keith Smith e Charlie Handsome.

## Testo e contenuto
Lo strumento principale che accompagna il brano è la chitarra acustica. La canzone è stata rilasciata come singolo promozionale il giorno del 29º compleanno del cantante, il 13 maggio 2022. Inoltre, la canzone è stata utilizzata nell'episodio 1 della sesta stagione della serie della CBS Fire Country, andato in onda il 18 novembre 2022.
Il testo della canzone verte intorno a una delusione d'amore e il forte ricordo che il cantante ha della sua ex fidanzata. La sua ossessione lo porta al suo bar di fiducia dove inizia a bere una grande quantità di alcol, alla ricerca di qualcosa che sia "a prova del suo ricordo", qualcosa di molto forte a cui solitamente non è abituato e che può aiutarlo a dimenticare. Con l'avanzare della canzone, però, il cantante si rende conto che nulla è così forte da fargli riuscire a offuscare il ricordo che ha di lei.

## Successo commerciale
You Proof ha debuttato direttamente alla prima posizione della Hot Country Songs statunitense nella settimana del 23 maggio 2022, rimpiazzando il suo precedente singolo Wasted on You. Il brano è diventato la quinta canzone del cantante a debuttare direttamente in vetta a questa classifica. Sulla Billboard Hot 100 You Proof ha raggiunto la quinta posizione, diventando la canzone di Wallen con la posizione più alta in classifica, superando 7 Summers che aveva raggiunto la sesta posizione nell'agosto 2020. Nella settimana del 15 ottobre 2022 la canzone ha debuttato direttamente alla numero uno anche nella Country Airplay, rimanendo in vetta per dieci settimane non consecutive. Inoltre, You Proof è diventata la prima canzone nella storia della Country Airplay a ritornare in vetta alla classifica in tre differenti volte non consecutive. La canzone ha, in aggiunta, stabilito un nuovo record per essere diventata la prima canzone a rimanere dieci settimane alla prima posizione della Country Airplay e, automaticamente, anche la canzone con la più lunga permanenza in vetta alla classifica in questione.

## Video musicale
Il video musicale, che è stato diretto da Justin Clough e prodotto da Taylor Vermillion, è stato pubblicato il 9 settembre 2022. Il video è stato girato nella contea di Humphreys, in Tennessee, e vede la partecipazione dell'attrice e DJ Charly Jordan nei panni della donna amata da Wallen. La scena iniziale del video si apre con il cantante all'interno di una macchina in un parcheggio di un minimarket, il quale scorge poi la sua ex fidanzato uscire dal supermercato ed entrare nella macchina insieme al cantante. La donna inizia a guidare in maniera spericolata lungo la strada, con il cantante incredulo che cerca di mantenersi stabile nei sedili posteriori dell'automobile. Improvvisamente Wallen, trovando un momento di lucidità e sfruttando un rettilineo percorso dall'automobile, apre la portiera e si catapulta fuori l'abitacolo finendo su un prato. Il cantante inizia a correre nella notte lungo la strada, seguito dai fari di una macchina. Convinto fosse ragazza che lo stesse perseguitando, Wallen sfinito si ferma per cercare di riprendere fiato. Il video si conclude con la stessa macchina che lo stava seguendo avvicinarsi al cantante, scoprendo che all'interno vi erano due ragazzi della zona e facendo capire a Wallen che tutto quello che credeva di aver vissuto in realtà erano solamente allucinazioni.

## Classifiche

### Classifiche settimanali
| Classifica (2022)           | Posizione |
| --------------------------- | --------- |
| Australia                   | 20        |
| Canada                      | 9         |
| Canada Country              | 1         |
| Global 200                  | 22        |
| Nuova Zelanda               | 2         |
| Regno Unito                 | 28        |
| Stati Uniti                 | 5         |
| Stati Uniti Country Airplay | 1         |
| Stati Uniti Hot Country     | 1         |

### Classifiche di fine anno
| Classifica (2022)   | Posizione |
| ------------------- | --------- |
| Canada              | 45        |
| Stati Uniti         | 27        |
| Stati Uniti Country | 2         |
| Classifica (2023)   | Posizione |
| Stati Uniti         | 12        |

## Date di pubblicazione
| Paese       | Data                                  | Formato                     | Etichetta                 | Nota   |
| ----------- | ------------------------------------- | --------------------------- | ------------------------- | ------ |
| Stati Uniti | 13 maggio 2022 (singolo promozionale) | Download digitale Streaming | Big Loud Republic Mercury | [ 22 ] |
| Stati Uniti | 18 luglio 2022                        | Radio Country               | Big Loud Republic         | [ 4 ]  |